# پاپده
پاپده، روستایی از توابع بخش مرکزی شهرستان بم در استان کرمان ایران است.

## جمعیت
این روستا در دهستان حومه قرار دارد و براساس سرشماری مرکز آمار ایران در سال ۱۳۸۵، جمعیت آن ۲۱ نفر (۵خانوار) بوده‌است.